# 여우청서
여우청서 또는 동부여우청서, 브라이언트여우청서(영어: Sciurus niger)는 다람쥐과 청서속에 속하는 설치류의 일종이다. 북아메리카 토착 청서류 중에서 가장 크다. 크기와 털 색의 차이에도 불구하고 오랫동안 같은 지역에 서식하는 아메리카붉은청서 또는 동부회색청서로 오인되기도 했다.

## 특징
꼬리를 포함한 전체 몸길이는 45~70cm이며 꼬리 길이는 20~33cm이고, 몸무게는 500~1000g이다. 몸 크기와 모양에서 암수가 다르지 않다. 서부 지역에 서식하는 개체가 작은 경향을 보인다. 털 색에 따라 3개의 지리적 분포로 구별된다. 대부분의 지역에서 등 쪽 털 색은 갈색-회색부터 갈색-노랑이고 배 쪽은 일반적으로 갈색-오렌지색을 띠는 반면에 애팔래치아산맥과 같은 동부 지역에서는 좀더 인상적인 무늬의 짙은 갈색과 검은색을 띠며 얼굴과 꼬리에 흰 띠 무늬가 있다. 남부 지역에서는 균일한 검은색 털을 가진 고립된 개체군이 발견될 수 있다. 날카로운 발톱과 발달된 발가락 신근, 팔 굴근, 복부 근육을 갖고 있어서 나무 등을 잘 오를 수 있다. 여우청서는 뛰어난 시력과 잘 발달한 청각과 후각을 갖고 있다. 다른 여우청서와 의사 소통을 하기 위해 냄새 흔적을 사용한다. 여우청서의 치열은 1.0.1.31.0.1.3 × 2 = 20이다.

## 아종
10종의 아종이 알려져 있다.
| - 남부여우청서 (S. n. niger) - 망그로브여우청서 (S. n. avicinnia) - 고지대여우청서 (S. n. bachmani) - 델마바여우청서 (S. n. cinereus) - 텍사스여우청서 (S. n. limitis) | - 송림여우청서 (S. n. ludovicianus) - 서부여우청서 (S. n. rufiventer) - 셔먼여우청서 (S. n. shermani) - 델타여우청서 (S. n. subauratus) - 동부여우청서 (S. n. vulpinus) |

## 사진

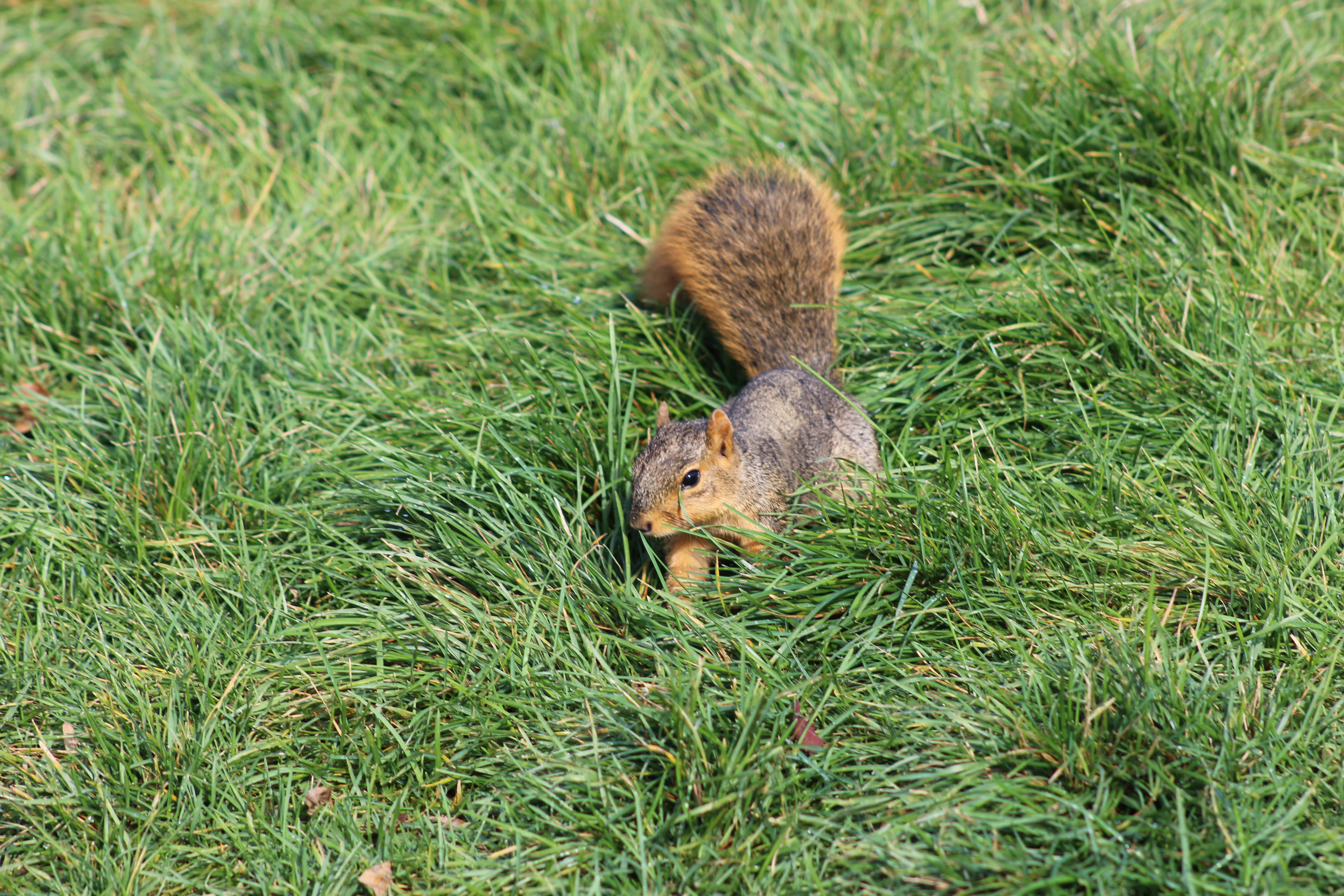
먹이를 찾는 여우청서(인디애나폴리스)
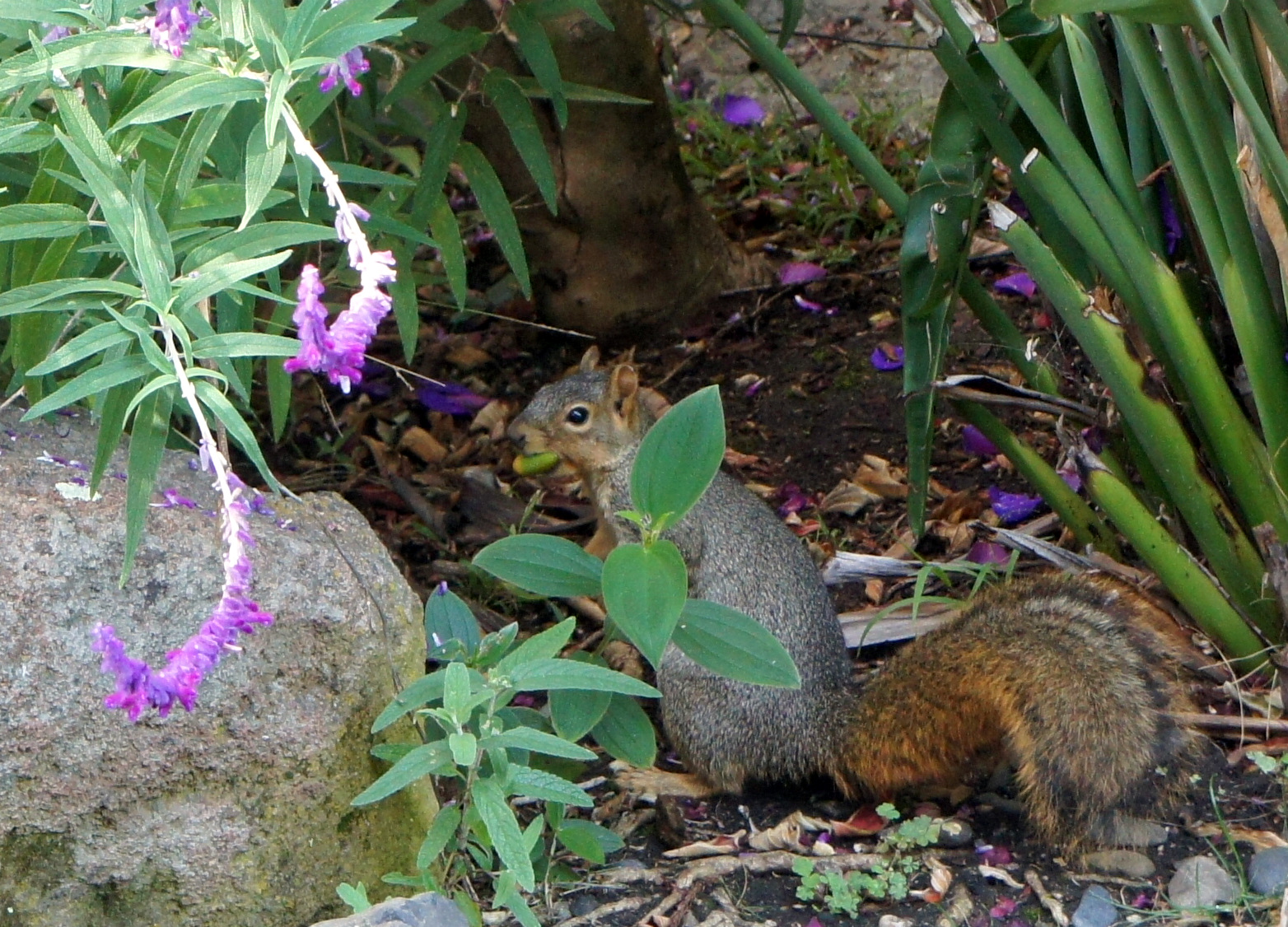
도토리를 묻기 위해 장소를 물색중인 여우청서(캘리포니아주 버클리)
- 발과 머리로 음식물을 조작하는 여우청서
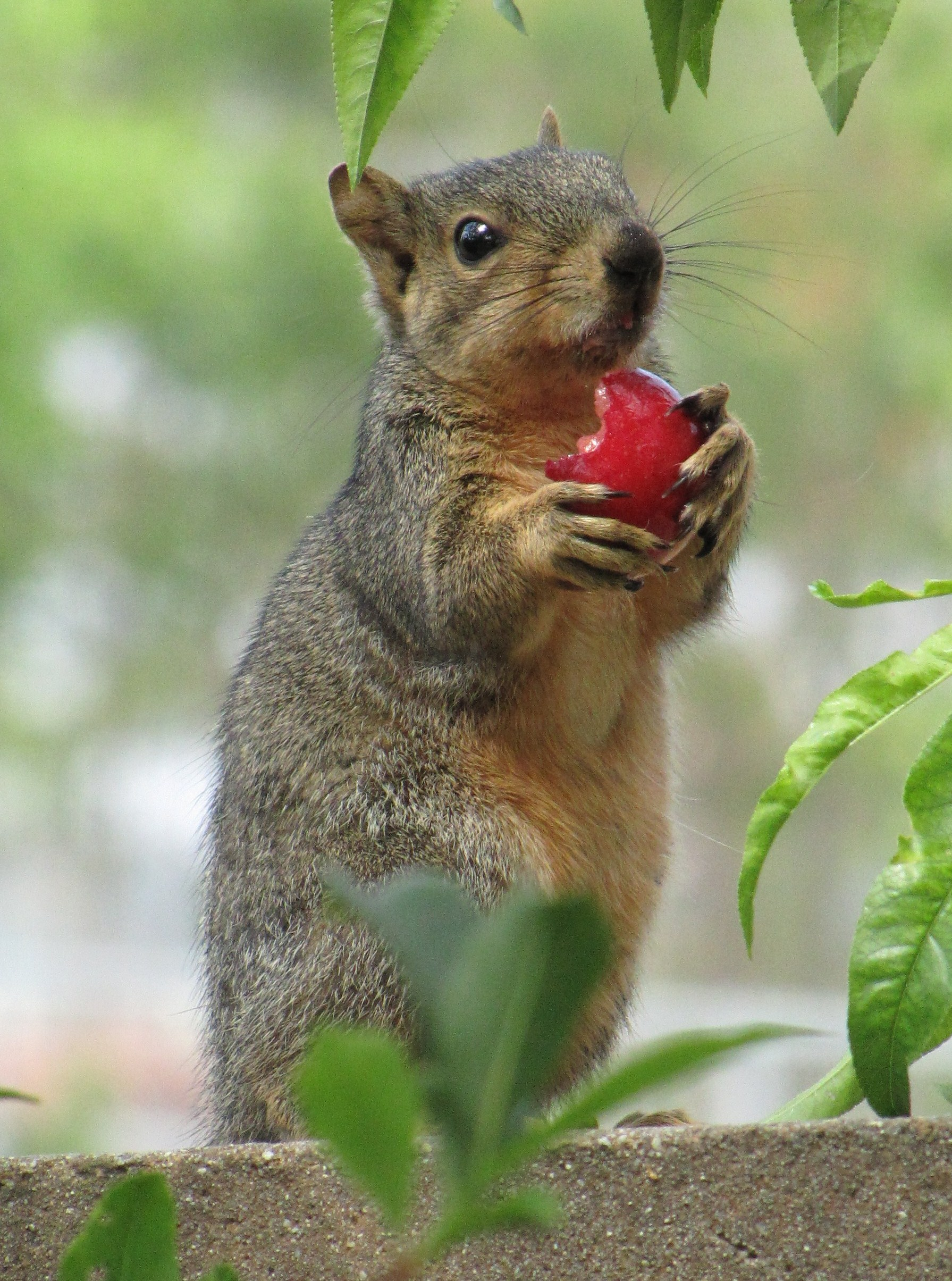
산타 로사 자두를 먹는 여우청서(캘리포니아주 풀러턴)
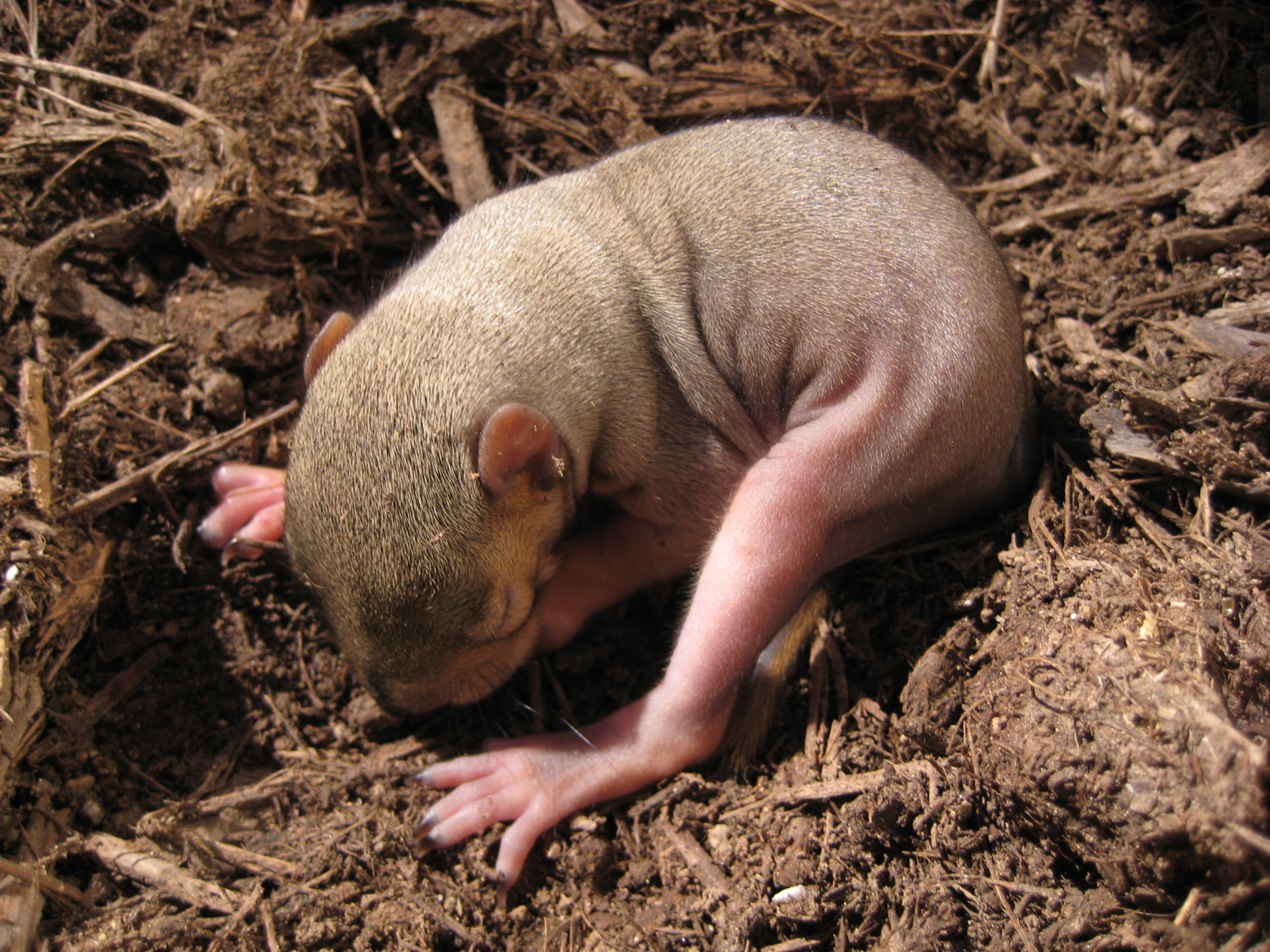
여우청서 새끼
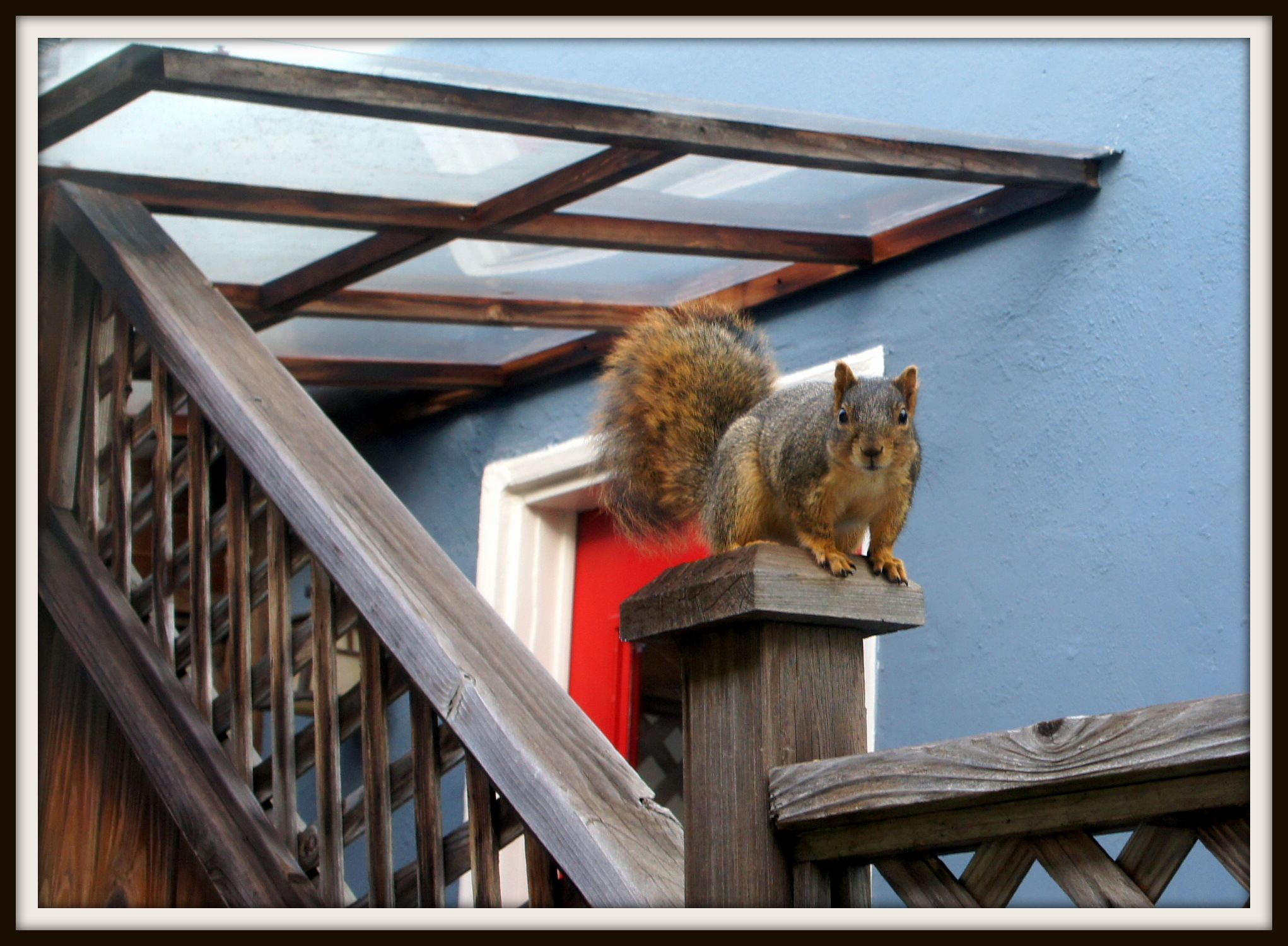
다락방에서 둥지를 만들다가 잠시 멈춘 여우청서(캘리포니아주 버클리)

## 같이 보기
- 멕시코여우청서
- 동부회색청서
- 서부회색청서